# Château du Roussay
Le château du Roussay  est un ancien château-fort situé à Clomot (Côte-dOr) en Bourgogne-Franche-Comté.

## Localisation
Le château est situé au nord-est de Clomot sur un petit promontoire dominant le ruisseau de la Beaune.

## Historique
En 1231 le chapitre de Beaune cède Clomot au duc Hugues. Le 13 août 1475, la maison forte du Rousset près de Mont-Saint-Jean relève de Lourdin de Saligny, baron de la Motte-Saint-Jean. Le 19 mai 1589 la quiétude locale est perturbée par les exactions du capitaine Lingannade, officier ligueur de la garnison du château. Le 24 septembre 1613, Joachim Damas, seigneur du Rousset et de Fontaine, vend son château de Fontaine-lès-Dijon aux Feuillants[réf. souhaitée].
Le château du Rousset était constitué à l'origine de quatre bâtiments autour d'une cour carrée de 40 mètres de côté, cantonné de tours carrées et équipé de tourelles d'escaliers dans les angles. Vers 1650 Louis de Villers-la-Faye en fait abattre les flancs est et ouest[réf. souhaitée].

## Architecture
De ce fait le château actuel se trouve réduit à deux corps de logis parallèles, flanqués chacun de deux tours. Le corps de logis nord est dominé par un fort donjon à trois étages à l'est et à l'ouest par une tour moins élevée de même facture. Au centre de la façade s'ouvre une porte charretière rectangulaire surmontée de deux rainures de flèches. Le bâtiment sud, plus résidentiel, est encadré de deux tours symétriques légèrement plus hautes. Il n'y a pas trace de fossés[réf. souhaitée]. 
La grille d'entrée, les écuries, la maison du gardien, les façades et les toitures des granges, remises, logis du corps de garde et de la poterne d'entrée, la glacière et le lavoir sont inscrits par arrêté du 11 octobre 1982 ; un nouvel arrêté d'inscription du 18 septembre 2023 se subtitue aux précédents.